# 1971 في بنغلاديش
فيما يلي قوائم الأحداث التي وقعت خلال عام 1971 في بنغلاديش.

## سياسة

### تعيين في المنصب
- 11 أبريل – مجيب الرحمن رئيس دولة بنغلاديش.
- 17 أبريل – سيد نذر الإسلام نائب رئيس بنغلاديش [الإنجليزية]‏.

## مواليد

### يناير
- 1 يناير – شهيد علام

### يوليو
- 26 يوليو – خالد محمود لاعب كركيت بنغلاديشي.

### سبتمبر
- 19 سبتمبر – سلمان شاه ممثل بنغلاديشي.

## وفيات

### مارس
- 29 مارس – محمد أنور حسين (مواليد 1948)

### أكتوبر
- 10 أكتوبر – سيد ولي الله (مواليد 1922) كاتب بنغلاديشي.